# فایتینگ سو داکوتای شمالی
فایتینگ سو داکوتای شمالی (به انگلیسی: North Dakota Fighting Sioux) تیم ورزشی دانشگاه داکوتای شمالی است که در شهر «گرند فورکس» داکوتای شمالی قرار دارد. 